# Contea di Adams (Nebraska)
La contea di Adams (in inglese Adams County) è una contea dello Stato del Nebraska, negli Stati Uniti. La popolazione al censimento del 2000 era di 31 151 abitanti. Il capoluogo di contea è Hastings.